# Cornelia
Cornelia ist ein weiblicher Vorname.

## Herkunft und Bedeutung
In der römischen Antike war Cornelia der Gentilname („Familienname“) der weiblichen Angehörigen des Geschlechts der Cornelier, sozusagen „die Cornel’sche“. Die männliche Namensform ist Cornelius.

## Namenstag
- 31. März, Heilige Cornelia (um 300)
- 16. September, Cornelius (Bischof von Rom)

## Nebenformen
Namensableitungen von Kornelia oder Cornelia sind Coco, Conni, Connie, Conny, Konni, Corny, Corrie, Cola, Keike, Ela, Lia, Nela, Nele, Neele, Neli, Nelia, Nella und Nelly.

## Bekannte Namensträger

### Cornelia
- Cornelia (≈ 190–100 v. Chr.), Mutter der Gracchen
- Cornelia (≈94–69/68 v. Chr.), erste Ehefrau des Gaius Iulius Caesar
- Cornelia († 39 n. Chr.), römische Adlige
- Cornelia († ≈91 n. Chr.), römische Adlige und Vestalin

- Cornelia Achenbach (* 1982), deutsche Schriftstellerin
- Cornelia van Adrichem (1496–1543), niederländische Ordensfrau und Dichterin
- Cornelia („Corrie“) ten Boom (1892–1983), niederländische Christin, verfolgte und deportierte Judenretterin während der NS-Diktatur
- Cornelia Bosch (1925–1945), niederländische Widerstandskämpferin
- Cornelia Bürki (* 1953), Schweizer Leichtathletin
- Cornelia Dlabaja (* 1981), österreichische Soziologin und Kulturwissenschaftlerin.
- Cornelia Froboess (* 1943), deutsche Schauspielerin und Schlagersängerin
- Cornelia Funke (* 1958), deutsche Kinder- und Jugendbuchautorin
- Cornelia van der Gon (1644–1701), niederländische Kunstsammlerin und Herstellerin von Puppenhäusern
- Cornelia Gröschel (* 1987), deutsche Schauspielerin
- Cornelia Grotsch (* 1962), deutsche Theaterschauspielerin und Sprecherin
- Cornelia Hanisch (* 1952), deutsche Fechterin
- Cornelia Horz (* 1957), Präsidentin des Oberlandesgerichts Stuttgart
- Cornelia Hütter (* 1992), österreichische Skirennläuferin
- Cornelia de Lange (1871–1950), niederländische Medizinerin, Pädiaterin, Hochschullehrerin
- Cornelia von Loga (* 1979), deutsche Politikerin (CDU)
- Cornelia Christiane Metges (* 1958), deutsche Agrarwissenschaftlerin
- Cornelia Neuhaus (* 1967), deutsche Schriftstellerin, siehe Nele Neuhaus
- Cornelia Nilsson (* 1992), schwedische Jazzmusikerin
- Cornelia Norden (* 1943), deutsche Angiologin, Hochschullehrerin
- Cornelia Öhlund (* 2005), schwedische Skirennläuferin
- Cornelia Pieper (* 1959), deutsche Politikerin
- Cornelia Poletto (* 1971), deutsche Köchin
- Cornelia Schlosser (1750–1777), jüngere Schwester von Johann Wolfgang von Goethe
- Cornelia Schmalz-Jacobsen (* 1934), deutsche Politikerin
- Cornelia Stolze (* 1966), deutsche Autorin und Wissenschaftsjournalistin
- Cornelia Sucher (* 1989), österreichische Politikerin
- Cornelia Willinger, österreichische Autorin, Schauspielerin und Regisseurin

### Kornelia
- Kornelia von Berswordt-Wallrabe (* 1944), deutsche Kunsthistorikerin
- Kornelia Boje (* 1942), deutsche Schauspielerin, Autorin, Synchron- und Hörspielsprecherin sowie Synchronregisseurin und Fotografin
- Kornelia Ender (* 1958), deutsche Schwimmerin (DDR)
- Kornelia Greßler (* 1970), deutsche Schwimmerin (DDR)
- Kornelia Grosicka (* 1999), polnische Fußballspielerin
- Kornelia Haselsteiner (* 1941), österreichische Politikerin (FPÖ)
- Kornelia Hässig Vinzens (* 1967), Schweizer Politikerin (SP)
- Kornelia Haugg (* 1960), deutsche politische Beamtin
- Kornelia Kohler, deutsche Handballspielerin
- Kornelia Kornprobst (* 1965), deutsche Juristin
- Kornelia Kressirer, deutsche Klassische Archäologin
- Kornelia Kubińska (* 1985), polnische Skilangläuferin
- Kornelia Kunisch (* 1959), deutsche Handballspielerin
- Kornelia Lesiewicz (* 2003), polnische Sprinterin
- Kornelia Möller (* 1951), deutsche Hochschullehrerin und Pädagogin
- Kornelia Möller (* 1961), deutsche Politikerin (Die Linke)
- Kornelia Müller (* 1959), deutsche Politikerin (Bündnis 90/Die Grünen)
- Kornelia Scholz (1953–1991), deutsche Malerin, Sängerin, Texterin und Komponistin
- Kornelia Smalla (* 1956), Chemikerin und Biotechnologin
- Kornelia Spiß (* 1965), österreichische Politikerin (FPÖ)
- Kornelia Vossebein (* 1970), deutsche Kulturmanagerin
- Kornelia Wehlan (* 1961), deutsche Politikerin (Die Linke)